# Corcovado (Chubut)
Corcovado es una localidad argentina del Departamento Cushamen (en realidad, el Departamento Futaleufú), en Chubut. Departamento Futaleufú, en la Provincia del Chubut. Se encuentra 90 km al sur de Esquel, cabecera del Departamento, y a 65 km de Trevelin. A 25 km de la localidad en dirección oeste, se encuentra la localidad de Carrenleufú, limítrofe con Chile, desde donde se puede llegar a la localidad de Palena a 11 km del límite, cruzando el puente sobre el río Encuentro.
Corcovado forma parte de la Comarca de Los Alerces, junto con Esquel, Trevelin y la localidad de Río Pico, a la cual se llega a través de una ruta de ripio de gran belleza paisajística que bordea la precordillera de los Andes. Dentro de esta Comarca se encuentra, también, el Parque Nacional Los Alerces. Además, Corcovado es el extremo sur del Corredor de los Lagos Andino Patagónicos, que comienzan en Villa Pehuenia y Aluminé, en la provincia de Neuquén.
Históricamente, Corcovado está relacionado con los rifleros del Coronel Jorge Fontana que junto con los galeses llegaron en 1885 a tomar posesión para la Argentina de la zona del Valle 16 de Octubre, donde hoy se encuentra Trevelin, y de las zonas aledañas. 
En alguna cartografía o información de internet, esta localidad aparece identificada como “El Corcovado”. Sin embargo, la documentación oficial de la provincia del Chubut la llama igual que sus pobladores: Corcovado.

## Geografía física
Corcovado se encuentra al noroeste de la provincia de Chubut, a los 43°32’ de latitud Sur y 71°36’ de longitud Oeste. Está emplazado en la cabecera norte del valle que surca el río Corcovado -cuyo nombre mapuche es Carrenleufú- en la zona central del oeste cordillerano de la provincia de Chubut, al este de las serpenteantes curvas del río y cruzada por los arroyos Carbón, Huemul y Perdido. Ofrece un marco insuperable, típico de una villa de montaña, para las actividades de pesca, rafting y observación de la naturaleza por la calidad ambiental de la zona. La topografía cordillerana con sus cumbres rocosas nevadas y una vegetación siempre verde de cipreses de la cordillera y maitenes con el protagonismo del río. Ayudado por un clima benigno, aún con sus marcadas estaciones, el valle tiene un régimen de lluvias importante que hace de estas fértiles tierras un excelente lugar para las pasturas y la cría de ganado.

### Clima

der

La latitud es uno de los factores que hace predominar el clima templado en primavera y verano, y frío en otoño e invierno. La humedad es una característica siempre presente del clima, pero sin embargo en los últimos años se han observado periodos de sequía en verano, como consecuencias del cambio climático presente en la región patagónica. Otro factor que influye en el clima del lugar es la altura; Corcovado está ubicado en un valle rodeado por la precordillera de los Andes por lo cual en épocas de otoño e invierno, cuando nieva, el viento frío de la precordillera se percibe, en toda la localidad, llegando a temperaturas de hasta -12 °C, y a temperaturas mucho más bajas en zonas de altas montaña. A medida que se va acercando al pueblo las temperaturas bajo cero no son tan intensas. Es notable que desde hace aproximadamente unos diez años las nevadas no son tan intensas en el pueblo, inclusive ha ocurrido que en invierno sólo ha nevado en las montañas, lo cual es atípico para esta zona geográfica. Durante primavera y verano el calor del sol derrite la nieve de la cordillera y precordillera provocando el aumento del caudal del río. En verano se presentan días con temperaturas de hasta 30 °C, lo cual no ocurre a diario.
Las precipitaciones, en forma de lluvia o nieve según la época del año, suelen ser muy intensas durante el otoño y el invierno, disminuyendo durante la primavera y aún más durante el verano. Las heladas son comunes al llegar el otoño y durante el invierno provocando bajas temperaturas e intensos fríos.
Los vientos que se presentan en esta zona son anticiclónicos, es decir masas de aire frío provenientes del antártico, a pesar de sus bajas temperaturas la humedad no es afectada por los vientos ya que la zona es boscosa y rica en hidrografía. 

### Relieve
El relieve de Corcovado es el de un valle rodeado por la precordillera y la cordillera de los Andes. Este relieve se ha ido formando a través de los años por procesos endógenos y exógenos. Los procesos endógenos son por movimientos orogénicos producidos por el movimiento de las placas: Corcovado está sobre la placa sudamericana y del lado chileno, en el Océano Pacífico, está la placa de Nazca, las que producen una especie de frotación entre sí, generando distinta formas de relieve emergido y de relieve sumergido, (este último se refleja en los ríos y lagos de la zona). Los factores exógenos que modifican el relieve emergido constantemente son las lluvias, la nieve, ríos, arroyos y lagos, que producen erosión; también están las temperaturas y los vientos.
El paisaje de la localidad de Corcovado se caracteriza por tener de fondo al Cerro Herrero, que popularmente se conoce como “Cabeza de Indio” por la particular geoforma que se encuentra en él, y que más claramente se ve cuando está cubierta de nieve. Esta montaña tiene una altura de 1.825 metros.

### Hidrografía
La cuenca del río Corcovado es binacional y desemboca en el Océano Pacífico. El río nace en Argentina, en el extremo oriental del lago Vintter (o Winter), que en Chile es llamado lago Palena. Su tramo superior describe un recorrido curvo en el territorio cordillerano de Chubut, pasando junto a las localidades de Corcovado y Carrenleufú, para luego internarse en Chile, cerca de la localidad de Palena, tras lo cual recorre territorio chileno hasta su desembocadura en el océano, en el Golfo del Corcovado. En Chile este río lleva el nombre de Palena. Su caudal se incrementa notablemente entre la naciente en el lago Vintter, con 23 m³/s hasta 94 m³/s en el límite internacional. El sistema posee regularidad de caudal, pues nace en un importante lago natural. La superficie de la cuenca, hasta la frontera, es de 2.351 km², con un recorrido de aproximadamente 130 km y un desnivel de 711 m.
La localidad de Corcovado está en la margen derecha del río, en el Departamento Futaleufú, y la localidad de Carrenleufú está sobre su margen izquierda, en el Departamento Languiñeo. La parte final del trecho superior y el tramo inferior del río constituyen el límite interdepartamental entre las jurisdicciones de Languiñeo y Futaleufú.
Este rio estuvo bajo la influencia de la glaciación y tanto él como la zona que lo rodea forman paisajes únicos. Su nombre mapuche es Carrenleufú, que significa río con curvas. Cuenta con numerosos afluentes, como los ríos Tucu-Tucu, Comisario, Fango, Poncho Moro, Pedregoso y Hielo. Dentro de la cuenca se encuentran lagos de diferentes tamaños, como el Guacho, el Falso Engaño y el Vintter, donde nace. La laguna Teobal, en la zona de Cerro Centinela, también pertenece a la cuenca del río Corcovado.

## Naturaleza

### Flora y fauna
Tanto la flora como la fauna de la zona están compuestas por especies autóctonas como exóticas.
En cuanto a la flora, las especies que se pueden encontrar, entre otras, son: notro, calafate, lenga, maitén, chacay, coihue, laura, ñire, radal, ciprés, chaira, sauco, álamos, pinos, retamo y sauce. También hay plantas medicinales como el pañil, el romero, el ajenjo, la menta, el poleo, el llantén, el piche, la nalca, el paico, el maqui, el neneo, el coirón y la carqueja. También crecen frutas como la frutilla, la frambuesa, la cereza y la rosa mosqueta, y árboles frutales como el manzano, el ciruelo, el guindo, el nogal.
La fauna del lugar está compuesta por diversas especies, como el puma, el huemul, el pichi o piche, la liebre, el jabalí, el peludo, el zorro, el zorrino, el tucu-tucu, el cóndor, la bandurria, el flamenco, el tero, el águila, el chimango, el Martín pescador, la avutarda, conocida con su nombre mapuche como cauquen, entre otras, además de variedad de insectos. En esta lista también habría que mencionar a los peces que atraen tanto a habitantes del lugar como a turistas: las truchas (marrón, arco iris, y fontinalis) y el salmón del Pacífico.

### Geología
La región que drena el río Corcovado y sus afluentes, se encuentra en el ambiente geológico de los Andes Patagónicos (Cordillera y Precordillera del Noroeste del Chubut) y en ella afloran rocas formadas desde el Pérmico hasta la actualidad. En la zona hay un predominio de rocas volcánicas e intrusivas del Cretácico y depósitos sedimentarios generados durante las glaciaciones del cuartario.
Si bien toda la zona tiene roca aflorante, la comarca puede diferenciarse, según la prevalencia, en un dominio sedimentario y un dominio rocoso. En el tramo superior del río, según un bosquejo geológico general, predominan las geoformas y los depósitos de origen glaciario, mientras que el tramo inferior, así como el del Río Hielo -uno de sus afluentes-, se encuentra en un ambiente predominantemente rocoso.

## Historia

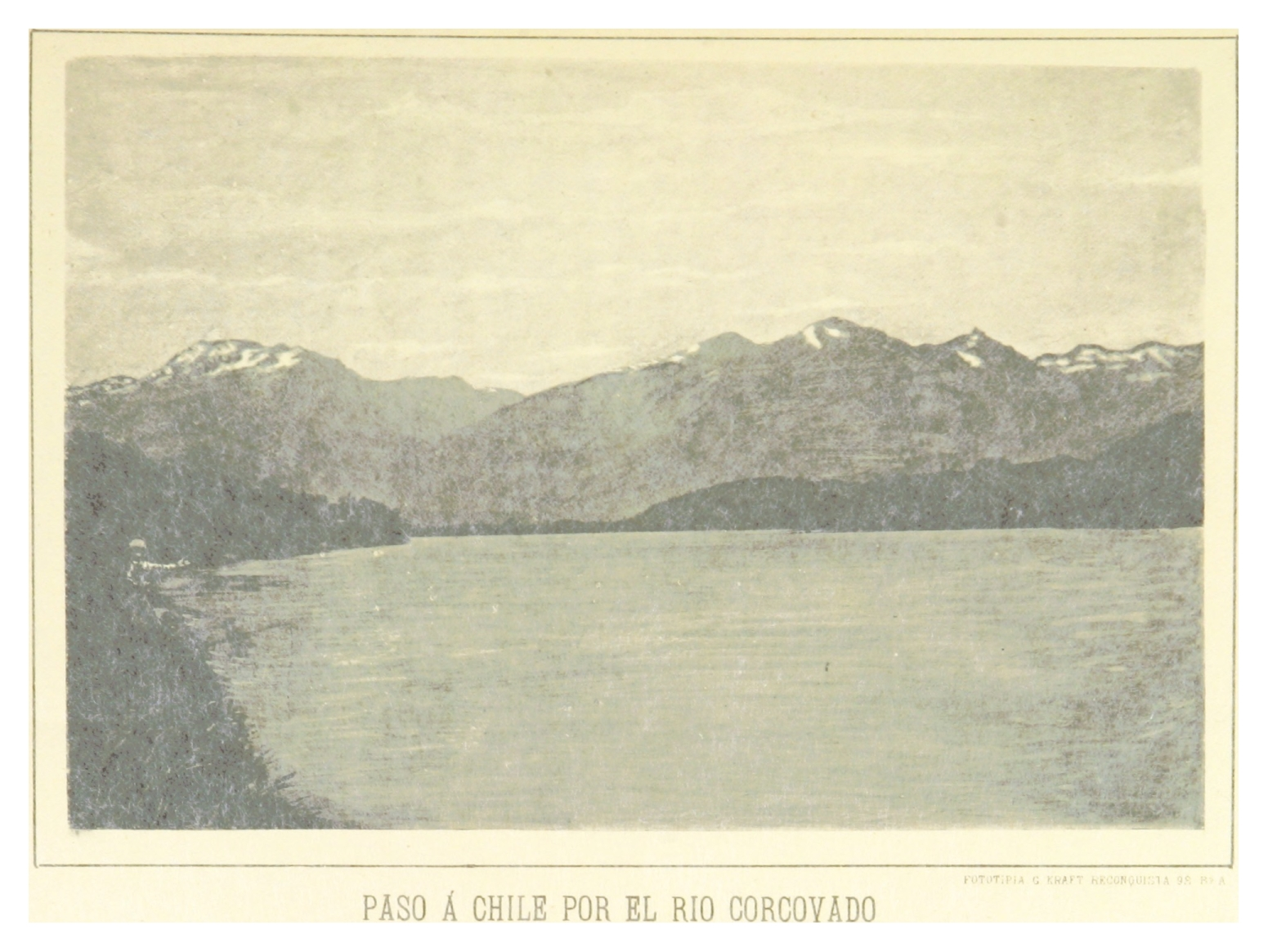
Luis Jorge Fontana - Paso a Chile por el Río Corcovado (1886)

Si bien el origen de este pueblo se remonta a la colonización de la zona del Valle 16 de Octubre tras la llegada de los Rifleros del Chubut del Coronel Luis Jorge Fontana en 1895, la zona en la que se emplaza estuvo poblada desde mucho antes. Corcovado no tiene acta fundacional, pero se toma como fecha de su fundación el 22 de noviembre de 1895 por un trabajo de rescate de historia oral que realiza la primera intendenta, María Josefa Larrea de Torres y durante su mandato se festejó  por primera vez el aniversario del pueblo. También hay quienes dicen que se izó  en esa fecha por primera vez la bandera nacional. 
Hasta la fecha no se han realizado estudios arqueológicos sistemáticos en Corcovado y sus zonas circundantes. No obstante ello, según los estudios que se disponen de las investigaciones en regiones aledañas, se sabe que hace unos 2000 años había asentamientos temporarios de grupos de cazadores recolectores en el corredor boscoso lacustre que va desde el sur del Nahuel Huapi hasta, al menos, el lago Futalaufquen. La existencia de numerosos sitios con arte rupestre en ese corredor dan cuenta de esa presencia. La identificación de un sitio con arte rupestre en la zona de Río Pico podría permitir pensar en la extensión de ese corredor hacia el sur, dejando incluida en él a la zona de Corcovado.
Se trataba de sociedades que realizaban un uso estacional de los recursos del bosque, alternándolos con los de la estepa y con la zona de transición entre el bosque y la estepa. Eran cazadores y recolectores, pedestres primero, y ecuestres a partir del siglo XVII, pertenecientes a lo que se conoce como el complejo “pan-tehuelche”, dentro del cual había distintos grupos. Uno de ellos era el de quienes ocupaban la zona cordillerana comprendida entre el sur de Neuquén hasta la región del río Senguer, en Chubut. Este grupo era llamado por los araucanos de Chile waizëfche que significa “gente del otro lado” o “a espaldas”. Los tehuelches septentrionales los llamaban Chëwach a Kënna, “gente del borde de la cordillera”.
El libro “Vida entre los Patagones”, del viajero inglés George Musters, relata el viaje que éste realizara entre 1869 y 1870 desde Punta Arenas hasta Carmen de Patagones, acompañando a un grupo de tehuelches meridionales. La reconstrucción geográfica de su viaje permite afirmar que ingresaron al valle de Corcovado, que aún no se conocía con ese nombre, y que habrían llegado a las proximidades de la actual localidad de Corcovado. En la descripción que realiza del lugar en el que se encontraban en vísperas de la Navidad de 1869 es posible identificar una colina en las afueras del pueblo. Ese relato se trata, entonces, de la primera vez que alguien registra en papel la impresión que le causa la belleza de estos parajes.
La llegada del Coronel Luis Jorge Fontana y sus rifleros al Valle 16 de Octubre, el 25 de noviembre de 1885, fue el punto de partida del poblamiento y la colonización del oeste del Chubut. Las noticias sobre las bondades del clima y la tierra entusiasmaron a los colonos galeses más jóvenes de la costa, quienes se asentaron en valle dos años después. Al crearse la Colonia 16 de Octubre el Estado repartió 50 leguas -una para cada familia- que llegan hasta el valle del río Corcovado. Pero pocos de sus propietarios las ocuparon.
En 1887 la zona es recorrida por una expedición integrada por Carlos Burmeister, enviado por el Museo Nacional de Buenos Aires, el ingeniero Asahel P. Bell, quien investigaría las condiciones del terreno en relación con el posible tendido posterior de líneas férreas, algunos galeses como Ap Iwan y Lewis, una división de caballería para terminar con los posibles restos de grupos indígenas que persistieran en la zona, y al menos diez baqueanos indios. En sus escritos Burmeister describe cómo llegaron al río Corcovado en abril de ese año, la belleza del paisaje, y el maltrato que los soldados dieron a los indígenas que encontraron en la zona.
David Griffiths, propietario de la legua donde hoy se asienta Corcovado, no se asentó en ella, sino que en los verano iba a la zona en busca de oro, especialmente en la zona del arroyo Carbón, a orillas del cual tiempo después levantó su casa. Hacia 1889 David Griffiths y Juan y Federico Steinkamp se asentaron en el valle del Corcovado. Los Steinkamp fueron los primeros en traer ovejas a Corcovado, desde la costa de Gualjaina. La ganadería, y algo de agricultura, sostuvieron a las primeras familias; las cosechas de trigo les permitieron contar con harina propia, elaborada en un pequeño molino, propiedad de David Griffiths.
En enero y febrero de 1890 el Capitán de Fragata Carlos María Moyano y el ingeniero Pedro Ezcurra encabezan una expedición encomendada por el Estado argentino para el reconocimiento de la zona cordillerana de los territorios nacionales. Estos exploradores llegan al río Carrenleufú (como llamaban los indígenas al actual río Corcovado) y marchan hacia el oeste, por la margen sur, encontrando numerosos vestigios de presencia humana en la zona. Cuando las condiciones del terreno les impiden seguir avanzando hacia el oeste, vuelven sobre sus pasos y remontan el río hacia el sur para explorarlo hasta su origen, llegando al lago Vintter.
En el verano de 1894 la expedición chilena a cargo del Dr. Hans Steffen remonta el río Carrenleufú desde el Pacífico -donde se encontraba la Colonia Palena- siguiendo las indicaciones de un grupo de buscadores de oro ingleses, y llegan hasta la confluencia con el río Hielo. En su relato Steffen describe la zona, y afirma que en el valle superior del río se hallaba la casita a la que se habían referido los ingleses. Tanto en la zona de confluencia del Corcovado con el arroyo Huemul, como remontando a éste, encontraron varios vestigios de colonización. Esta expedición permitió conocer los primeros indicios de población del valle del Corcovado, su vinculación con la Colonia 16 de Octubre, y resolver la confusión que había en esa época al confirmar que el río que Fontana llamaba Corcovado era el mismo que las autoridades chilenas llamaban Palena.
La confusión había comenzado cuando Luis Jorge Fontana en su informe al gobierno de Buenos Aires anunció que:: 80 
En efecto, allí [Zona 16 de octubre] se encuentra manifiesto el hundimiento del terreno en forma de una cuenca inmensa, en cuyo centro se reúnen siete ríos, tres de ellos caudalosos, y esas aguas, derramándose por una dislocación profunda de las montañas; dá origen al gran rio Corcovado, que cruzando la cadena Andina, cae sin estrépito en el valle Central de Chile para perderse en el Océano Pacífico por el Golfo de su nombre. [Golfo Corcovado]
El río que Fontana vio fue el llamado río Palena y lo confundió con el río Corcovado (Golfo Corcovado) que corre unos 100 km más al norte. Steffen dio cuenta del error y llamó al río "Carrenleufú", que ya era llamado Palena en Chile.
En noviembre de 1895 el gobernador de Chubut, Eugenio Tello, en recorrida por el interior del territorio a su cargo otorga varios permisos para ocupar tierras en Corcovado a argentinos y chilenos. Tello estaba acompañado por el presbítero Vacchina y algunos gendarmes. En el relato de su recorrida aparecen diversos datos de interés, como el otorgamiento de los permisos de ocupación, su entrevista con Pío Quinto Vargas, un pionero legendario, y el nombramiento de David Griffiths como primer comisario. En ese contexto el poblador Gerardo Steinkamp izó por primera vez la bandera argentina el 22 de noviembre de 1895, hecho que se considera el comienzo del núcleo poblacional de la actual localidad de Corcovado. Al no existir un acta fundacional del pueblo, esta fecha es la que históricamente se toma como la de su fundación a los fines de celebrar los aniversarios de la localidad. 
En cumplimiento del Tratado de Límites de 1881 con la República de Chile, y de su Protocolo Adicional de 1893, en el verano de 1896 llegaron a la zona las comisiones de límites de la Argentina, presididas por el Perito Francisco P. Moreno e integradas por geólogos y topógrafos del Museo de La Plata. Mientras Moreno se dirigió más al sur, la comisión dirigida por el ingeniero topógrafo Juan Waag tuvo a su cargo la exploración del Carrenleufú. Entre marzo y abril de 1896 Waag acampó en lo del colono Gerardo Steinkamp y se dedicó a recorrer la zona, llegando hasta el río Encuentro y al Cordón de los Tobas.
Sin embargo, Corcovado estaba comprendida en la zona donde fue imposible cumplir esos acuerdos limítrofes, ya que las más altas cumbres no coincidían con la divisoria de aguas (un ejemplo es el propio río Corcovado, que desemboca en el Océano Pacífico). Esa zona, en la cual no hubo acuerdo entre las comisiones de límites de Argentina y Chile, fue sometida al laudo del rey de Inglaterra, quien, antes de resolver, envió a Sir Thomas Holdich a fin de que recorriera la zona en litigio junto con los peritos de los dos países. Esta comitiva visitó la Colonia 16 de Octubre (hoy Trevelin), donde Holdich escuchó la opinión de los colonos galeses que lo recibieron en la Escuela N° 18, el 30 de abril de 1902, quienes expresaron su deseo de que las tierras que habitaban permanecieran bajo la soberanía argentina -hecho recordado históricamente como el “plebiscito”-. Luego se dirigieron hacia el sur, llegando a Corcovado, donde se alojaron en la estancia del colono Roberto Day, quien los acompañaría como baqueano, llegando hasta el lago Vintter. En sus escritos, Holdich menciona este recorrido, y dedica un pasaje a describir la zona y la casa de Day.
Cuando se conoció el laudo, en el mismo año 1902, restaba a las comisiones limítrofes emplazar los hitos en los puntos indicados por el rey Eduardo VII.  En esta zona el responsable de esa misión era el capitán Bertram Dickson, y los pobladores de Corcovado fueron quienes les sirvieron de apoyo, ya que acamparon en casa de Steinkamp y en lo de Vargas. Sin embargo, las dificultades que tuvieron para reconocer el río Encuentro, en cuya confluencia con el Palena (o Corcovado) debían colocar el hito, dio origen a controversias posteriores, y a que varias décadas más tarde la disputa limítrofe de la zona se reavivara hasta su definitiva resolución en 1966.
Mientras esto sucedía, Corcovado iba tomando forma con los primeros asentamientos. Además de los mencionados Griffiths y Steinkamp, a fines del siglo XIX también se asentaron en esta zona las familias de Martin Underwood y Momberg. Las salidas de los pobladores eran mayormente hacia la Compañía Mercantil de Tecka, y en ocasiones hacia Trevelin, donde vendían sus productos y hacían compras para todo el año. Con el tiempo fueron llegando nuevos pobladores como Francisco Sánchez, los hermanos Torres (Luis, Francisco, Juan, Antonio, Manuel y José), Juan Díaz, Félix Vitter, Ricardo Williams, José Rosas. Entre los pioneros también se cuenta la presencia de Pio Quinto Vargas, famoso por su cantidad de vacas y su gran puntería, el cual era oriundo de Mendoza. Vivió muchos años en el lugar, pobló Corcovado Sur y con el tiempo llegó a las inmediaciones del Lago General Paz. Peones de él fueron Manuel Albornoz y Audosio Mera. Albornoz también fue correo en alguna oportunidad. También se recuerda al Sr. Juan Yelik, de origen austriaco. Él fue el propietario del primer aserradero, organizando la industria maderera del lugar, aprovechando el recurso de los bosques y trayendo las primeras maquinarias.
Este pueblo ha tenido difícil acceso, y en aquellos años de los primeros pobladores era aún peor. Por lo general se salía por el camino a la localidad de Tecka, el cual era más usado en los meses de verano; en primavera se llegaba hasta Barranca y se debía descargar los carros varias veces al día, para poder evitar los mallines. Algunos pobladores viajaban en grupos en carros de bueyes hasta Trevelin tardando hasta casi un mes en llegar.
Los colonos del Valle 16 de Octubre estaban convencidos de que las familias que se asentaban en el valle del Corcovado, fracasarían en su búsqueda de nuevos sueños, sumado a las dificultades para llegar y permanecer allí. Por este motivo a esos pioneros los trataron de chiflados, por aventurarse a habitar un lugar tan inhóspito y remoto y muy poco explorado. De ahí proviene el nombre con el que informalmente se conocía en aquella época a Corcovado: el valle de los locos (o de los chiflados).
Originalmente, cuando comenzó a formarse el pueblo, existían dos asentamientos principales. Uno estaba donde hoy se encuentra Corcovado; allí predominaban los españoles que llegaron al lugar. El otro asentamiento, donde principalmente vivían las familias chilenas y galesas, se ubicaba en lo que hoy se conoce como la “reserva policial”, en cercanías del cruce de la ruta 44, que va hacia la frontera con Chile, con el río Corcovado.
A mediados de 1930 se produjo una inundación en el asentamiento a orillas de río Corcovado, por lo cual los chilenos y galeses se trasladaron al otro asentamiento, y desde ese momento Corcovado se desarrolló en su ubicación actual.
Instituciones:
La primera institución, establecida en Corcovado fue la Policía Fronteriza, antecesora de la Gendarmería Nacional. Su primer destacamento estuvo en lo que hoy se conoce como la reserva policial. Allí también se instaló, en principio, la policía del territorio nacional (Chubut fue provincializada en la década de 1950); los primeros policías de este destacamento eran enviados desde la localidad de Tecka en 1925.
La primera escuela también estaba en la “reserva policial”, fue la Escuela Nacional N° 44 y comenzó a funcionar en 1921, con el apoyo de las familias que se encontraban a su alrededor; en esos años trabajó un maestro cordobés llamado Miguel Sánchez. En 1926 la escuela se traslada al pueblo de Corcovado a un edificio de barro y caña (adobe), que todavía se conserva. Los marcos de las puertas y ventanas de la escuela se hicieron en Tecka, por no haber carpinteros en la localidad. Algunos maestros fueron el Sr. Linares, el Sr. Mario Ecanoza y su esposa Asunción.
En 1975 se inauguró el nuevo edificio de la escuela, que pasó a ser la Escuela Provincial N° 120. Un año antes, había comenzado a funcionar dentro de la misma escuela el Jardín de Infantes. En 1989 el jardín de infantes comienza a funcionar en una casa, fuera de la escuela 120, pero recién en 2001 se “independiza” como Escuela de Nivel Inicial N° 454 siendo su primer Directora la Prof. María de los Ángeles Taboada, y en 2006 logró tener su edificio propio.
En 1990 se inauguró la Escuela Provincial N° 191, la cual actualmente es la que brinda educación primaria a los niños de la localidad. En el año 2001, para optimizar los edificios escolares al aplicar la Ley Federal de Educación, se definió que en la Escuela 191 se dicten las clases del primer y segundo ciclo de EGB (Educación General Básica) -primer a sexto año-, y en la Escuela 120 el tercer ciclo de EGB (séptimo, octavo y noveno año).
También en 1990 comienza a funcionar lo que hoy es la escuela secundaria; lo hizo como Ciclo Educación y Trabajo funcionando en el turno vespertino en las instalaciones del edificio de la Escuela Provincial N* 191. Luego, en 1997 pasa a ser Escuela Semipresencial (EAS) N° 901, en la casa destinada al Director de la Escuela 191. Esta escuela surgió por la gestión que distintos vecinos realizaron durante 1989, a partir de la idea de la Sra. Ynes Meza. Ella y su marido, Rolando Béjar, junto con los maestros de la escuela primaria Fabián Amati,Margarita Allen y  Roberto Holmes realizaron notas y reuniones para logar que Corcovado tenga su escuela secundaria. La respuesta del Consejo Provincial de Educación fue que se implementaría una experiencia piloto de escuelas secundarias semipresenciales en la provincia, las cuales eran trabajadas con módulos y orientadas por coordinadores. Este proyecto se denominaba “Educación y Trabajo” y era dirigido por la profesora Mirta Palma. En esa ocasión se aseguró que la escuela secundaria para Corcovado era un hecho pero que los mismos pobladores debían organizarse con los recursos que tenían, sobre todo en cuanto a bibliografía y materiales para los talleres, ya que la provincia no podía aportarlos por la difícil situación económica que atravesaba. Entonces se formó un consejo escolar integrado por Ynes Meza, Rolando Béjar, Matilde Villarroel entre algunos de los adultos, y representando a los alumnos Pablo Delgado, Mario Evans, Alberto Guzmán, Rosana Bahamonde y Roxana Amarilla, el cual dejó de funcionar al iniciarse las clases. Las materias se desarrollaban con módulos para lo cual estaban los coordinadores quienes explicaban y guiaban a los alumnos en las clases. Los primeros coordinadores fueron Alberto Ceballos, Oscar Pippig, Carlos Gastou y Margarita Allen;  en principio no había director, sólo estaba el coordinador zonal como cargo de mayor jerarquía en la escuela. Luego, se designó a Cayetano Villada como su Vicedirector -no había Director-, quien fue sucedido por Miguel Ángel Carrillo.
A partir del año 2001, como parte de los cambios por aplicación de la Ley Federal de Educación, la escuela se trasladó al edificio de la Escuela N° 120 y comenzó a impartir clases de educación polimodal en forma presencial, sin módulos y sin talleres, y con orientación en Humanidades y Ciencias Sociales; la conducción estuvo a cargo de la Vicedirectora Angélica Montes. Y a partir del ciclo 2006, la Escuela N° 901 se transformó en Escuela Polimodal N° 779, con la Prof. Angélica Montes como Directora Organizadora, continuando con la misma orientación, pero con un trayecto formativo en Turismo. Su primera Directora fue la Prof. Ruth Rowe, en 2007.
Por aplicación de la Ley de Educación Nacional Archivado el 31 de mayo de 2011 en Wayback Machine., a partir de 2008 la Escuela N° 779 se fusiona con la Escuela N° 120, convirtiéndose en la Escuela Secundaria N° 779. La educación primaria quedó a cargo de la Escuela N° 191. Actualmente la orientación de la escuela secundaria es en Turismo.
Desde 2001, la escuela secundaria también brindó clases a los adultos que deseaban completar sus estudios secundarios. Hasta 2008 se hizo a través de módulos, en forma semipresencial, pero desde 2009 se formó la EPJA (Educación Permanente para Jóvenes y Adultos) que funciona en forma presencial, con la orientación Bachiller Contable especializado en Administración de Empresas, brindando la oportunidad de finalizar sus estudios secundarios a quienes no pudieron hacerlo en su momento, por distintos motivos.
El correo comenzó a funcionar en 1940 siendo el encargado de la correspondencia Manuel Albornoz. También es muy recordado el Sr. José Rosas quien antes de establecerse el correo se encargaba de trasladar la correspondencia a caballo hasta Tecka. En 1944, por un gran temporal de nieve, la correspondencia tardó tres meses en llegar a Corcovado desde la ciudad de Esquel; en esa época era traída en carro con bueyes, o a caballo.
Hacia 1950 los pobladores levantaron la Sala de Primeros Auxilios de la localidad. Hasta entonces, los vecinos recurrían al poblador Manuel Vargas, quien no era médico, pero sabía de medicina. La primera enfermera que trabajó en la Sala de Primeros Auxilios fue Rosa Díaz, quien hacía visitas domiciliarias a caballo, incluso cruzando el río (en esa época no había puentes); el Dr. José Francisco Franzo la proveía de medicamentos. En 1954 se sumó a trabajar la enfermera María Segura. El primer médico que llegó a Corcovado fue el Dr. Calandria, quien hizo operaciones en el lugar. En 1957 este médico se fue del pueblo, y desde Trevelin venía, una vez por semana, el Dr. Enrique Sécato. En 1959 se comenzó a tramitar la construcción de un hospital en Corcovado, lo cual se concretó en 1962 cuando se inauguró el Hospital Rural de Corcovado. Recién en 1966 el hospital contó con una ambulancia.
En 1958, al crecer la actividad maderera, comenzaron a venir dos camiones que trasladaban trozos del bosque al aserradero, uno de los camioneros era el Sr. Magallanes, que venía desde Esquel, y llevaba a esa ciudad a una o dos personas que necesitaban viajar por algún trámite. Años más tarde una camioneta de la agencia Oreste-Massacesi se encargaba de trasladar pasajeros a Esquel y traerlos de nuevo a Corcovado. Luego comenzó a realizar estos viajes un colectivo de la empresa “El Zonda”, cuyo conductor era el Sr. Teodoro Guzmán, quien también fue el primer Presidente del Concejo Deliberante de Corcovado.
Entre los pioneros se puede destacar al Sr. Coria, quien controlaba la actividad que se llevaba a cabo en los bosques; a Nicolás Spinelli quien fue el primero en construir casas de material y quien quemó la primera calera sobre el arroyo Perdido. Muy importante es la historia de cómo llegó la familia Sánchez a la región. Don Francisco Sánchez llegó a Buenos Aires desde Asturias en 1909; a mediados de 1910 se traslada a Gobernador Costa, y años más tarde se muda con su esposa, Ana Muñoz -oriunda de Carmen de Patagones-, a Corcovado donde inauguran el primer comercio de ramos generales, en 1915, el cual funcionó hasta 1948. Compraron campos y se dedicaron a la ganadería. En 1958 se inaugura el comercio de la familia Mohana, y así aumenta la actividad comercial en la localidad.
La Municipalidad:
Mediante el Decreto N° 6907/53, firmado por el Presidente Perón el 20 de abril de 1953, se creó la Comisión de Fomento de Corcovado y se fijó su ejido, con una superficie de 7.975 hectáreas. Ese Decreto ratifica la decisión tomada por la Gobernación del Chubut el 14 de julio de 1952. Como Chubut era un Territorio Nacional, según la legislación vigente en esa época, el Presidente de la Nación debía aprobar las resoluciones de la Gobernación del Chubut. 
A partir de ese momento comienza la vida institucional de Corcovado, pero no fue hasta 1973 cuando pudo elegir sus propias autoridades. En esa época, mediante la ley provincial N° 1.108, se declaró a Corcovado como Municipalidad de Segunda Categoría, lo cual habilitó a sus habitantes a que en la elección del 11 de marzo de 1973 puedan elegir por primera vez a las autoridades municipales. En esa elección resultó elegida María Josefa Larrea, por el Partido de Acción Chubutense (PACH), quien cumplió funciones hasta el golpe de Estado de 1976. 
En 1983, con el regreso de la democracia, se eligió como intendente municipal a Jorge Juan Bubas, del Partido Justicialista, quien fue reelecto en 1987. En 1991 fue elegido Héctor Torres (justicialista), y en 1995 Manuel Hilario Arza, de la Unión Cívica Radical. En las elecciones de 1999 se eligió al justicialista Horacio Daniel Toledo, quien fue reelecto en 2003. En 2007 resultó elegido Héctor Raúl Diez, del Partido Independiente del Chubut (PICH), en 2011 la justicialista María Roxana Novella, y en 2015 fue elegido Héctor Ariel Molina, de la alianza Cambiemos, representando al PRO.
Desde 2003 a la fecha el Concejo Deliberante local ha sido presidido por mujeres, y en los veinte años previos (desde la recuperación de la democracia) los hombres sólo lo presidieron durante 13 años. Es decir que desde 1983 la gran mayoría de los períodos fueron presididos por mujeres, lo cual demuestra el importante rol que la mujer tiene en la localidad.
Desastres naturales:
El invierno de 1944 fue muy duro, con importantes nevadas en las que se llegaron a acumular alrededor de dos metros de nieve. Murieron muchísimos animales, y varias familias tuvieron que comenzar de cero; pero con muchas ganas y esfuerzo salieron adelante. Por la fecha, ese hecho no quedó registrado en fotografías solo están los testimonios de los pobladores.
En 1977 un diluvio azotó al valle del río Corcovado con 15 días ininterrumpidos de lluvias intensas. Esto llevó a que los arroyos Carbón, Huemul y Perdido, tuviesen un enorme aumento de su caudal desbordando de sus cauces y arrastrando casas, puentes, postes de alumbrado público, árboles, entre otros. El río Corcovado también tuvo un crecimiento enorme, esto hizo que arrastrara el puente que comunicaba Corcovado con Corcovado Sur, por lo cual se comunicaban por medio de helicópteros, a caballo e improvisaron un cajón con roldanas y una pasarela precaria. El mismo pueblo quedó dividido en dos debido a que el desborde del arroyo Huemul arrastró al puente que comunicaba sus dos riberas.
El 2 de mayo de 2008 Corcovado fue la localidad argentina más afectada por las cenizas generadas por la erupción del volcán Chaitén. Era un fenómeno extraño, sobre el cual en principio hubo confusión respecto de sus orígenes, hasta que las autoridades chilenas explicaron qué era lo que sucedía. A partir del 3 de mayo, por un cambio en la dirección de los vientos, las cenizas afectaron durante bastante tiempo a las ciudades de Esquel y Trevelin, y esporádicamente a Corcovado. Como consecuencia de ello, durante varias semanas los vecinos no podían consumir agua, ya que estaba afectada por las cenizas. Por ese motivo se instaló en el pueblo un puesto de campaña del Ejército Argentino que mediante una perforación obtenía agua para distribuir en los hogares.
Periódicamente se han registrado incendios forestales en los alrededores de la localidad, la cual nunca estuvo en riesgo de ser afectada por los mismos, aunque el paisaje que la circunda se vio gravemente afectado. El último de estos incendios importantes se dio en el verano de 2008.
Aparición en los medios nacionales:
Durante 2009, en un corto lapso, Corcovado apareció dos veces en los medios nacionales por hechos policiales de gran repercusión.
El primero de esos hechos sucedió el 5 de marzo de 2009, cuando fue detenido en la localidad el ex suboficial de infantería de marina Orlando González Acuña, alias “Hormiga”, quien actuó como auxiliar de inteligencia desde 1977 a 1980 y tenía orden de captura internacional, acusado de torturar a prisioneros en la ESMA. Al momento de su detención, González Acuña llevaba cuatro años viviendo en Corcovado, donde trabajaba, y nada se sabía de su pedido de captura.
La segunda situación se dio la semana siguiente, debido a las consecuencias de un operativo policial realizado el 8 de marzo de 2009 para capturar a un prófugo de la justicia condenado por asesinar a su hijo. En ese operativo no se pudo capturar al prófugo, pero resultaron muertos un policía y uno de los hermanos del prófugo, y con heridas de distinta consideración dos hermanos del prófugo y un policía. A raíz del hecho,  la Policía de la Provincia del Chubut, a través del Grupo GEOP, desarrolló distintos operativos en la localidad, durante una semana, con el fin de encontrar al prófugo. Varios vecinos denunciaron la brutalidad de la policía en esas acciones, llegando a mencionar “allanamientos ilegales, torturas, violaciones y una desaparición”. Como ejemplo de la brutalidad policial denunciada, se relató que: “Un grupo de policías encapuchados entró en una vivienda donde estaban una mamá, su hijo de 12 años y su hija, de 8, que se estaba duchando. Tiraron la puerta abajo, golpearon a la mujer y a su hijo, los tiraron al suelo y les apuntaron con un arma. Sacaron a la nena de los pelos de la ducha, desnuda, y abusaron de ella delante de la madre". El defensor público Omar López sostuvo que se instaló un "estado de sitio de hecho". Estas denuncias fueron atendidas por el Gobierno Nacional, quien envió a funcionarios del Ministerio de Justicia de la Nación para investigar personalmente los hechos. En 2011 la Justicia absolvió al jefe de la GEOP; si bien consideraron que existieron irregularidades y abusos cometidas por miembros de la Policía del Chubut, durante los allanamientos efectuados en Corcovado, afirmaron que éstos no fueron cometidos por el GEOP sino por integrantes de otras divisiones.

## Geografía humana

### Organización territorial

#### Corcovado Sur
Corcovado Sur es una localidad rural ubicada a 5 km de Corcovado, sobre la margen izquierda del río del mismo nombre, en el Departamento Languiñeo, a la que se llega desde Corcovado por la ruta provincial N° 44 que va hacia Río Pico. Corcovado Sur está fuera del ejido municipal de Corcovado, y no integra el ejido de la Municipalidad de Tecka (cabecera del Departamento Languiñeo) ni el de la Comuna Rural de Carrenleufú. Esta situación lleva a que sus habitantes estén desatendidos de la mayoría de las prestaciones estatales.
Su población está dedicada a la tarea rural, ya que es una localidad de ese ámbito, y si bien tienen sus domicilios en Corcovado Sur, aparecen en el padrón electoral de Corcovado. Por consiguiente participan de la elección de las autoridades municipales de Corcovado, pero este municipio no les presta ningún servicio (y tampoco les cobra impuestos) por estar fuera de su ejido. A la vez, la provincia tampoco presta servicios, alegando que por una cuestión de cercanía tiene que dárselos Corcovado, pero reconoce que este municipio no está obligado a darlos.
Esta situación ha llevado a que algunos pobladores se trasladen a Corcovado, y mantengan sus explotaciones rurales, pero muchos permanecen en sus tierras, tratando de mejorar su condición de vida. El hecho de que nadie se responsabilice por su bienestar hace que tengan muchas dificultades para lograr una mejor calidad de vida. Esas dificultades tienen que ver, sobre todo, con la apertura y mantenimiento de caminos y con la electrificación rural.
Todos estos hechos han llevado a sus pobladores a organizarse, y así formaron la Asociación Civil Corcovado Sur, con el fin de realizar colectivamente distintas gestiones que tiendan a mejorar su calidad de vida y a facilitarles el desarrollo de sus actividades. Esta Asociación Civil obtuvo su personería jurídica en 2015, y ha dado mayor fuerza a los vecinos de Corcovado Sur para realizar sus presentaciones y reclamos ante distintas autoridades.
En Corcovado Sur funcionó la Escuela N° 131 hasta 2008, cuando fue cerrada por el gobierno provincial, alegando una matrícula insuficiente. Era una escuela rural que durante muchos años dio enseñanza de nivel primario a los habitantes del lugar, con una orientación agraria. Pese a los reclamos de los pobladores de Corcovado Sur, y de vecinos de Corcovado, para que la escuela no se cierre, incluso planteando la posibilidad de que sea una escuela secundaria con orientación agraria, las autoridades educativas definieron su cierre, y dijeron que sus instalaciones serían utilizadas por la Escuela N° 779, el secundario de Corcovado, para realizar talleres agropecuarios y actividades pedagógicas complementarias. Esto sólo sucedió durante 2008, cuando se realizó un trabajo de piscicultura, que no tuvo continuidad en 2009 ni en años posteriores. Desde entonces la escuela permanece cerrada, con personal del Ministerio de Educación que se ocupa de su cuidado y mantenimiento, y a veces ha sido utilizada como albergue para actividades deportivas realizadas en Corcovado. Muchos vecinos de la zona verían con agrado su reapertura como escuela de nivel secundario con orientación agraria, para generar una alternativa a la formación que brinda el secundario de Corcovado, pero también para evitar que jóvenes de la zona tengan que emigrar a Trevelin para tener ese tipo de formación en una de las escuelas secundarias de esa ciudad.
Durante 2017 docentes y directivos del CSAC N°568 (Centro de Servicios Alternativos y Complementarios -de educación especial-) lograron que el Ministerio de Educación de la Provincia del Chubut les autorice a utilizar las instalaciones de la ex Escuela 131 para el desarrollo de sus actividades (hasta ese momento lo hacían en una cabaña cedida por CORFO). De este modo, después de casi 10 años la escuela fue reabierta brindando atención y formación a un grupo de adolescentes y jóvenes de Corcovado que requieren de este Centro, en el cual reciben capacitación en carpintería y agricultura, entre otros conocimientos.
Corcovado y Corcovado Sur están comunicadas por la ruta provincial N° 44, pero también existe una pasarela peatonal que cruza sobre el río, acortando las distancias para los vecinos que se trasladan caminando.

### Demografía, población
Contó con 1,820 habitantes (Indec, 2010), lo que representó un incremento del 10% frente a los 1,644 habitantes (Indec, 2001) del censo anterior. La población se compuso de 933 varones y 887 mujeres, lo que arrojó un índice masculinidad 105.19%. En tanto, las viviendas pasaron de 424 a 662 viviendas.
En el censo 2022 la localidad mostró un decrecimiento con 1609 habitantes y  759 viviendas.
| Gráfica de evolución demográfica de Corcovado entre 1991 y 2022 |
|                                                                 |
| Fuente de los Censos Nacionales del INDEC                       |

### Urbanismo
La localidad cuenta con un servicio de ómnibus que lo une con Esquel y otros puntos intermedios, con tres servicios semanales de ida y vuelta. El aeropuerto de Esquel sirve como entrada vía aérea a esta zona.
A la localidad se puede acceder desde Esquel y Trevelin a través del tramo norte de la ruta provincial N° 17. Desde la costa y el sur se llega a Corcovado tomando el tramo sur de la ruta provincial N° 17 en su cruce con la ruta nacional N° 40 a la altura de Tecka, distante 80 km. La ruta provincial N° 44 conecta a Corcovado con Río Pico, atravesando los importantes lagos de la zona. Esta misma ruta (la 44) conduce a la localidad fronteriza de Carrenleufú, desde la cual se accede a la localidad chilena de Palena, cruzando el puente sobre el río Encuentro, el cual es un afluente del río Corcovado. El tramo norte de la ruta N° 17 está siendo asfaltado, mientras que el resto de las rutas son de ripio.
La mayoría de las viviendas poseen agua corriente y gas natural. El servicio de cloacas sólo alcanza a algunos barrios de la localidad. También se cuenta con antenas para comunicaciones con teléfonos celulares, pero hay serias deficiencias en lo relacionado con la conectividad a internet.
El Hospital Rural de Corcovado brinda atención médica a toda la población, así como a las localidades vecinas de Carrenleufú y Cerro Centinela. También existe una pista de aviación en la que pueden aterrizar helicópteros o aviones de pequeño tamaño, que suele utilizarse en caso de emergencias de salud o por incendios forestales.
La localidad cuenta con un cuartel de bomberos voluntarios, un destacamento de la Brigada de Incendios Forestales, y una comisaría de la Policía de la Provincia del Chubut. En la zona también está presente Gendarmería Nacional, con un puesto ubicado a unos 15 km de la localidad, entre Corcovado y Cerro Centinela, que se suma al que está ubicado en Carrenleufú.
La educación pública está cargo de establecimientos dependientes del Ministerio de Educación de la Provincia del Chubut, a razón de un establecimiento educativo para cada nivel (inicial, primario y secundario), además de un Centro de Servicios Alternativos y Complementarios (CSAC, destinado a la educación especial). La Municipalidad tiene a su cargo el funcionamiento de un Hogar Materno Infantil, para la atención de niños aún no escolarizados cuyos padres trabajan.
En la localidad hay una sucursal del Banco del Chubut SA que cuenta con cajero automático (ATM); la mayoría de los comercios aceptan tarjetas de crédito y débito.
La provisión de servicios eléctricos está a cargo de la Cooperativa de Provisión de Servicios Eléctricos y Otros Servicios Públicos "Corcovado" Limitada. Esta empresa se encarga de la generación y distribución de electricidad en la localidad, así como en Carrenleufú, Cerro Centinela, Corcovado Sur, y zonas rurales aledañas a ellas.
Proyecto hidroeléctrico La Elena
En la zona se ha proyectado construir una serie de presas de embalse para aprovechar el desnivel del río Carrenleufú; a principios del siglo XXI se reflotó la idea de construir una de ellas, conocida como La Elena, ubicado unos 30 km aguas arriba de Corcovado.
Los estudios de aprovechamiento energético de la cuenca del río Corcovado fueron realizados por la empresa estatal Agua y Energía Eléctrica S.E. (AyEE) en la década de 1980, habiendo finalizado los estudios de prefactibilidad del tramo superior en 1989.  A partir de características geológicas y morfológicas de la cuenca, AyEE dividió el esquema de aprovechamiento hidroenergético en dos partes (a las que denominó sistemas “1” y “2”), separadas por el Valle de Corcovado. El primero de ellos, en el sur de la cuenca, se extiende entre el lago Vintter y el comienzo del valle de Corcovado, y el segundo, se inicia aguas abajo de ese valle y cubre el resto del tramo argentino.
En los primeros años de este siglo se retomó la idea, pero centrada en la construcción de una sola represa (La Elena) de las siete que contemplaba el proyecto original.
Cuando vecinos y vecinas de la localidad, cientos, se enteran de la reactivación del Proyecto "La Elena" alertados por el grupo ecológico Corcovado, comienzan a realizar diferentes reuniones y a tomar conocimiento de lo que implicaría esa obra para el río y toda la comunidad. Asesorados por ingenieros que habían trabajado en la construcción de El Chocón, arrepentidos de haber participado de una obra que provocó un daño ecológico irrecuperable para la provincia de Neuquén, es que se manifiestan públicamente en contra de este emprendimiento hidroeléctrico. 
Sin embargo, mediante la Resolución N° 197/2011 de la Secretaría de Energía de la Nación se creó la Unidad Ejecutora del Programa de Estudios en el Sector Energético en la República Argentina, a través de la cual se canalizará un préstamo de la Comisión Andina de Fomento por cuarenta y dos millones de dólares estadounidenses. El Anexo II de esa Resolución detalla los proyectos seleccionados para ser financiados con ese dinero. Allí figuran dos proyectos a realizarse sobre el río Corcovado: La Elena y Cuenca del Carrenleufú. Ambos proyectos son parte de un todo, pero están diferenciados por el estado de los estudios respectos de los mismos.
Según los “Lineamientos para elaborar una propuesta para el sector hidroeléctrico de la República Argentina” publicado en diciembre de 2010 por el Instituto Argentino de la Energía “General Mosconi”, los cinco emprendimientos que se harían sobre el río Corcovado (uno de ellos es sobre el río Hielo, afluente del Corcovado) encabezan la selección multicriterio de aprovechamientos hidroeléctricos del país. A la vez, tres de ellos encabezan la preselección de aprovechamientos hidroeléctricos a priorizar, y según lo informado en abril de 2010 por el entonces Secretario de Energía de la Nación, Daniel Cameron, el Estado Nacional prevé su puesta en funcionamiento para los años 2019, 2020 y 2021.
En noviembre de 2014 la Secretaría de Energía de la Nación elaboró un borrador del Pliego de Especificaciones Generales y Particulares UEP-015 “Río Carrenleufú” – Invitación a Concurso de Propuestas Técnico-Económicas, desconociéndose el estado del mismo a la fecha.

### Turismo
Una de sus actividades principales es el turismo, ya que la localidad es visitada por viajeros y deportistas de todo el mundo. Sus atractivos principales son la pesca deportiva y el turismo de aventura, destacándose la práctica del rafting.
En cuanto a la pesca deportiva, en los cursos de agua que rodean a Corcovado se pueden encontrar truchas marrones, fontinalis y  arco iris;así como el  salmón del Pacífico. Además del río Corcovado y sus arroyos, también son sitios ideales para la pesca los lagos que se encuentran camino a Río Pico, como el Guacho, Berta, Engaño y Falso Engaño; sin embargo el principal de estos lagos es el Vintter, donde nace el río Corcovado. Para asegurar la conservación y mejora del recurso, la actividad está regulada.
En cuanto al rafting, las características del Corcovado hacen que sea ideal tanto para quienes se inician en este deporte o para los que ya poseen experiencia previa. El río tiene rápidos de clase II, III y IV. La temporada de rafting comienza en noviembre y se extiende hasta marzo. También se puede disfrutar de caminatas de montaña, en las cuales se puede apreciar el  bosque nativo. Este recorrido es parte de una actividad que permite llegar hasta la cima de la llamada Cabeza del Indio, la montaña que bordea e identifica a Corcovado.
Los visitantes, además tienen la posibilidad de adquirir las artesanías locales. Existe un Centro de Artesanos Aborígenes, donde se trabaja la lana y se realizan tejidos en telares siguiendo técnicas y tradiciones de los pueblos originarios..
Quienes llegan a Corcovado también pueden conocer el Circuito Binacional Paraíso del Encuentro, un circuito turístico con más de 280 km de recorrido que unen el sur del Parque Nacional Los Alerces, las localidades de Trevelin, Corcovado, Carrenleufú, Río Pico y Atilio Viglione (antes Aldea Las Pampas), así como las localidades chilenas de Futaleufú y Palena. El recorrido de este circuito está colmado de recursos naturales, históricos y culturales que pueden se apreciados y disfrutados por los turistas que visitan estas localidades.
Corcovado es sede de la Fiesta Provincial del Rafting, que se realiza a orillas del río Corcovado en diciembre de cada año, y de la Fiesta Provincial del Arriero y del Veraneador, una fiesta campera, con doma y jineteada, que se celebra todos los años durante enero.

### Economía
La actividad económica de la zona se basa especialmente en la producción agroforestal. Asimismo, se producen maderas finas y leña y se desarrolla actividad turística recreativa, orientada, entre otras actividades, a la pesca deportiva de especies como el salmón del Pacífico y la trucha, y a la práctica de turismo alternativo, especialmente el rafting.
A esas actividades se suma el riego de pasturas naturales e implantadas, en el valle situado entre el arroyo Poncho Moro y la localidad de Corcovado. En ese valle, y en el situado inmediatamente aguas abajo, se desarrolla la actividad ganadera bovina, que resulta significativa para la economía de la cuenca, así como pequeñas explotaciones de ganadería ovina. La implantación en esos valles de especies forestales exóticas reviste singular grado de importancia.
La explotación de especies forestales nativas, ya sea como madera fina o leña, ha decaído en los últimos años, a pesar de ser uno de los recursos naturales que permiten calificar a la zona con ventajas comparativas en ese rubro, respecto de otras zonas vecinas.
Otra fuente importante de subsistencia de la población es el empleo público provincial, concentrado este último en las áreas de administración, salud, educación e inclusive en la producción industrial, como es el caso del aserradero provincial de CORFO, situado en Corcovado, y su vivero forestal.
Las características climáticas y naturales de la zona permiten la producción de fruta fina, que es llevada adelante por algunos productores locales.
La mayoría de los productores agropecuarios se encuentran agrupados en la Asociación de Productores del Valle del Río Corcovado, a través de la cual han logrado importantes logros que facilitan el desarrollo de sus actividades y la comercialización de sus productos. Muchos de ellos ofrecen su producción a los vecinos en la Feria de Artesanos y Productores que periódicamente se realiza en espacios públicos del pueblo.
Algunos habitantes también se dedican a actividades artesanales vinculadas con la madera, la cerámica y la lana. Sus producciones pueden ser observadas y adquiridas en sus locales, y varios de ellos también las ofrecen en la Feria de Artesanos y Productores. Muchos de ellos han participado en exposiciones de diferente orden, incluso internacionales, en las que han obtenido distintos tipos de reconocimientos. El Centro de Artesanos Aborígenes expone y vende productos de lana, confeccionados con técnicas ancestrales.
En 2006 se inauguró la Fábrica de Muebles Macizos Corcovado, donde se confeccionan muebles que se distribuyen por toda la provincia, y que han participado en muestras nacionales donde han sido premiados. Esta empresa funciona bajo la órbita de la Municipalidad local, y en los últimos años su actividad ha decaído notablemente, por lo cual se encuentra en una etapa de replanteo de su funcionamiento. 

## Cultura

### Medios de comunicación
En Corcovado sólo hay una radio FM, de propiedad municipal, que emite en la frecuencia 96.5 MHz; es la “Radio del Pueblo de Corcovado”. En algunos sectores de la localidad se puede captar la señal de algunas radios FM de Esquel, así como Radio Nacional Esquel.
Los habitantes de la localidad tienen acceso, a través de repetidoras, a las señales televisivas de Canal 7 de Rawson (Chubut), y de Canal 7 de la Ciudad de Buenos Aires (“La TV Pública”). Quienes pueden contratar el servicio de DirecTV cuentan con una variedad más amplia de canales.
Respecto de los medios de comunicación escritos, en Corcovado se pueden conseguir algunos diarios provinciales (El Chubut y Jornada), así como el diario El Oeste, editado en Esquel.

### Leyendas
Según los lugareños la “cabeza del indio” que aparece en todas las imágenes que se toman del valle donde se encuentra Corcovado se originó en un conflicto entre tehuelches y mapuches. Cuenta la leyenda que en una época en la que escaseaban alimentos, el jefe de la tribu tehuelche que vivía en la zona y su hija, llamada Samay, fueron a buscar comida con un amuleto mágico que poseía el jefe de la tribu. Durante su viaje fueron atacados por un grupo de mapuches que tomaron como rehén a la joven Samay. Esos mapuches exigían al jefe tehuelche que sacrifique su vida para liberar a la joven. El cacique no lo dudó, y aceptó la condición. Como consecuencia de ello, en el lugar donde murió y fue sepultado apareció una imagen que siempre lo recordaría.
Pío Quinto Vargas, uno de los primeros pobladores de la zona, también es objeto de leyendas, que varían según quien las cuenta. Aquí se dejará constancia de los elementos comunes que tienen las distintas versiones que hay sobre ella. Pío Quinto Vargas fue un hombre solitario y misterioso que vivió a orillas del río Corcovado, en lo que hoy es Corcovado Sur. Tenía una casa muy grande, de dos plantas (vivía arriba, y abajo tenía el ganado y el forraje). Ambas plantas se comunicaban por medio de una escalera que él quitaba todas las noches. Además, la casa tenía un mangrullo desde donde observaba y controlaba toda la zona. Este hombre tenía predilección por los caballos salvajes, a los cuales él podía domar, y ellos lo seguían. Según la leyenda, esto era producto de un pacto que hizo con el diablo jugando a las cartas. Cuando estos caballos salvajes veían a Pío Quinto Vargas lo seguían sin ningún problema, pero cuando se les acercaba otra persona enfurecían y volvían a su estado salvaje.
En los primeros años del 1900 se afincó en la zona un estanciero llamado Luis Ramos Otero, quien ocupó un campo en el que pastaba el ganado de Vargas. Ramos Otero empezó a cerrar el predio y crear límites que Vargas y sus peones no respetaban, por considerar que esa tierra era suya. Esto llevó a que Ramos Otero presente denuncias contra Vargas y sus peones por invasión de su tierra con ganado. En medio de esas disputas se produce un tiroteo en el cual Pío Quinto Vargas mata a un peón de Ramos Otero, quien también resulta herido. Pío Quinto Vargas fue apresado, acusado de homicidio, y trasladado a Rawson. Pero en el viaje, a la altura de donde hoy se encuentra Paso de Indios, se escapa. Si bien es recapturado y llevado a Rawson, vuelve a escaparse de esa ciudad, y regresa a la cordillera con la ayuda de su hermano.
Al poco tiempo se lo oía hablar con otras personas, pero en realidad estaba solo. Algunos decían que hablaba con el diablo, otros que había enloquecido. Lo cierto es que su fortuna y su gran poder lo fueron enfermando, lo cual se profundizaba con su gran soledad. Tiempo después Pío Quinto Vargas falleció, y con él desaparecieron su fortuna y sus animales. Según la leyenda, antes de morir enterró sus bienes en distintos lugares, por la zona de Poncho Moro, y cuando aparece el reflejo de una luz en esa zona, está indicando dónde se encuentra su tesoro. Pero hasta ahora nadie lo ha encontrado.
El valle de Corcovado también está relacionado con la leyenda de la “Ciudad de los Césares”, habitada por sabios extraños y misteriosos que abrirán sus puertas sólo a los puros de corazón que quisieran ser parte de su cultura, y donde también existen grandes riquezas. Según esta creencia, esa ciudad está en un valle cordillerano de la Patagonia, entre los paralelos de 41° y 43° de latitud Sur. Muchos conquistadores europeos la buscaron pero no la encontraron. Ninguno de ellos estuvo en la zona de Corcovado. Quien más cerca estuvo fue el jesuita José García Alsué, quien la buscó en Chile, en la zona del río Palena (denominación chilena para el río Corcovado).